# Частное мужское реальное училище С. Я. Ягубьянца
Здание частного мужского реального училища С. Я. Ягубьянца — объект культурного наследия регионального значения на улице 1-я Майская, 34 в Ростове-на-Дону.

## История
Саркис Арутюнович Ягубьянц был преподавателем географии и черчения. В 1908 году на его средства открылось первое мужское среднее учебное заведение в городе. Открытие состоялось 14 сентября 1908 года. На церемонии присутствовали педагоги, горожане и полковник Зворыкин — градоначальник Ростова и Нахичевани. Здание училища размещалось вблизи одного из городских храмов. В связи с существованием арендной платы, родительский комитет училища обратился в городскую управу с просьбой о предоставлении субсидии, которая была бы направлена на нужды училища. В ответ на это ходатайство было выделено 5000 рублей ежегодного содержания. Но финансовая помощь не должна была быть бессрочной — в планах города было открытие мужской гимназии, после начала деятельности которой, средства на училище Ягубьянца перестали бы поступать.
Училище Саркиса Ягубьянца вначале было трехклассным. В 1912 году появился четвертый класс, в связи с чем учебное заведение получило статус реального училища. Был сделан уклон на преподавание иностранных языков, физики, черчения, естествознания. По окончании обучения в училище Ягубьянца, выпускники могли поступать в высшие промышленные, торговые и технические учебные заведения. Гимназия открылась в 1912 году и средства из бюджета перестали выделять. Ученики с первого по третий класс должны были платить 120 рублей за обучение, а ученики четвертого класса 150 рублей. В январе 1913 году родительский комитет решил уменьшить плату за обучение, но при этом требовалось собственное здание. Ягубьянц предложил свое имение, но его средств для реализации проекта было не достаточно. Родители учащихся собрали 1500 рублей на строительство дома при необходимых 10000 рублей. Тогда комиссии по постройке здания училища был выдан кредит в торгово-промышленном обществе взаимного кредита и ростовской конторе Госбанка.
В начале марта 1913 года одна из учительниц по фамилии Амбросимова заметила пропажу учебника и такие случаи стали не редки в училище. Она созвала педагогический совет, который установил виновного, но не отчислил его. Учительница уволилась и пыталась свести счеты с жизнью, но ее спасли. Педагоги Нахичеванского мужского училища посчитали, что в этом виновен Ягубьянц, и написали об этом в газету. Родители учащихся опровергли это и заявили, что поддерживают директора. Училище продолжило работать и его нового здание открылось 10 ноября 1913 года, возможно, в связи с недавним скандалом, событие не получило большого освещения в местных газетах. В училище было недостаточно педагогов, некоторые приглашенные учителя отказывались от такой работы. Спустя время, в здании работала неполная средняя школа № 8 имени Покровского, средняя общеобразовательная школа № 2 для взрослых. В 1980-х годах в здании находился дом пионеров Пролетарского района. В XXI веке работает «Центр внешкольной работы „Досуг“».